# CD25
La chaîne alpha du récepteur de l'interleukine-2 (également appelée antigène TAC, P55 et principalement CD25) est une protéine impliquée dans l'assemblage du récepteur de l'interleukine-2 de haute affinité, composé de l'alpha (IL2RA), du bêta (IL2RB) et de la chaîne gamma commune (IL2RG). Comme son nom l'indique, ce récepteur interagit avec une cytokine pléiotrope appelée interleukine-2, dont l'effet est principalement important pour l'homéostasie immunitaire,.

## La génétique
La sous-unité alpha du récepteur de l'interleukine-2 de la protéine humaine est codée par un gène appelé IL2RA d'une longueur d'environ 51,6 kb. Les autres noms de ce gène codant pour la protéine sont IL2R, IDDM10 et TCGFR. L'emplacement de l'IL2RA dans le génome humain se situe sur le bras court du 10e chromosome (10p15.1),,.
Plusieurs mutations ponctuelles fréquentes, le polymorphisme mononucléotidique (SNP), ont été identifiées dans ou à proximité du gène IL2RA dans la population. Ces SNP ont été principalement liés à la susceptibilité aux troubles de dérégulation immunitaire, la majorité ayant été trouvée dans la recherche sur la sclérose en plaques (SEP) et le diabète de type 1,,,,.
Les orthologues du gène IL2RA avec une fonctionnalité protéique identique sont relativement abondants et constants parmi les espèces animales, en particulier dans les sous-groupes de mammifères. De plus, les homologues conservés de ce gène se trouvent chez la souris, le rat, le chien, la vache, le chimpanzé et le singe rhésus,.

## Expression
Le CD25 est largement exprimé parmi les leucocytes. L'expression de surface la plus élevée de cette protéine est sur les cellules T régulatrices (Tregs), où CD25 est exprimé de manière constitutive, en particulier sur un sous-ensemble classé comme Tregs naturels. Il peut également être trouvé sur les cellules B activées, les cellules NK (natural killer), les thymocytes et certaines cellules de la lignée myéloïde (par exemple les macrophages, les cellules dendritiques),. IL2RA a été utilisé comme marqueur pour identifier les cellules T régulatrices CD4 + FoxP3 + chez la souris, et il a été constaté qu'une grande proportion de cellules T mémoire au repos expriment constitutivement IL2RA chez l'homme. Une expression élevée de CD25 est également trouvée sur les lymphocytes T conventionnels activés par le TCR (à la fois les lymphocytes T CD8 + et CD4 +), où il est considéré comme un marqueur de l'activation des lymphocytes T. De plus, l'expression de la sous-unité alpha du récepteur de l'IL-2 peut être trouvée dans les tissus non lymphoïdes tels que les poumons (macrophages alvéolaires), le foie (cellules de Kupffer) et la peau (cellules de Langerhans).
La protéine IL2RA peut être exprimée dans de nombreux types de cellules néoplasiques, comme dans la plupart des néoplasmes à cellules B, les lymphomes à cellules T, certaines leucémies aiguës non lymphocytaires, les neuroblastomes, la mastocytose, la macroglobuliémie de Waldenstrom et les lymphocytes infiltrant les tumeurs,.

## Structure
La chaîne alpha du récepteur de l'interleukine-2 est une protéine membranaire intégrale, plus précisément une protéine transmembranaire de type I. Ce polypeptide bitopique est construit par une séquence de 272 acides aminés et a une masse moléculaire d'environ 30,8 kDa. CD25 se compose de trois domaines : extracellulaire (N-terminal), transmembranaire (alpha-helix) et cytoplasmique (C-terminal). Cependant, alors que la partie extracellulaire est capable de fonctionner comme un site de liaison pour l'interleukine-2, le domaine cytoplasmique court n'a pas la capacité d'induire une signalisation intracellulaire et doit donc s'oligomériser avec d'autres sous-unités du récepteur de l'IL-2. Les chaînes alpha (IL2RA) et bêta (IL2RB) des récepteurs de l'interleukine-2 (IL2), ainsi que la chaîne gamma commune (IL2RG), constituent le complexe récepteur de haute affinité de l'IL-2 (K d ~ 10−11M). Les chaînes alpha homodimères (IL2RA) donnent un récepteur de faible affinité (K d ~10−8M) sans capacité de signalisation, tandis que les chaînes bêta dimères (IL2RB) et gamma (IL2RG) produisent un récepteur d'affinité moyenne (K d ~10−9M). De plus, CD25 est une sous-unité exclusive qui se lie entièrement à l'IL-2, tandis que CD132 se lie aux cytokines partagées de la famille γc (IL-4, IL-7, IL-9, IL-15 et IL-21) et la sous-unité CD122 se lie également IL-15,,.
L'IL2RA soluble a été isolé et déterminé comme résultant d'une protéolyse extracellulaire lors de l'activation des lymphocytes T. De plus, des ARNm d'IL2RA épissés en alternance ont été isolés, mais la signification de chacun est actuellement inconnue.

## Cascade de signalisation du récepteur d'interleukine-2
L'interleukine-2 peut interagir avec le récepteur dimérique d'affinité intermédiaire de l'IL-2, qui consiste en des chaînes bêta (CD122) et gamma (CD132) ou avec un complexe trimérique de haute affinité, où également la sous-unité alpha (CD25) construit le récepteur de l'IL-2 et fournit une force de liaison spécifique améliorée. Après activation du récepteur par son ligand, il se produit une hétérodimérisation des domaines intracellulaires bêta et gamma,. Ce couplage de sous-unités réunit les Janus kinases JAK1 et JAK3, compte tenu de leur association avec des parties cytoplasmiques respectives des sous-unités bêta et gamma. La phosphorylation en aval conduit à l'initiation de trois voies de signalisation : la voie JAK-STAT, la voie PI3K/Akt/mTOR et la voie Ras/Raf/MEK/ERK (MAPK). En ce qui concerne la voie JAK-STAT, des transducteurs de signal particuliers et des activateurs de la transcription participent à cette cascade de signalisation : STAT5, STAT1 et STAT3 et après dimérisation, ils se transloquent vers le noyau pour remplir les fonctions des facteurs de transcription. Les trois voies de signalisation sont importantes pour diverses régulations cellulaires, en termes d'augmentation de la survie (effet anti- apoptotique), de la prolifération et de la croissance cellulaire, de la régulation transcriptionnelle et de la différenciation cellulaire,. Les lymphocytes T sont influencés par la signalisation IL-2R en cas de différenciation du sous-type CD4+ T helper : promotion des Th1, Th2, Th9, Tfr (cellules régulatrices folliculaires T) et suppression des Th17, Tfh (cellules folliculaires T helper). De plus, la force de la signalisation IL-2R dans les lymphocytes T cytotoxiques CD8 + peut être liée au devenir phénotypique de ces cellules pour la formation de lymphocytes T effecteurs et mémoire,,.

## Signification clinique
Le groupe de Roifman a été le premier à identifier les conséquences immunologiques de la perte de CD25 et le patient a souffert d'infections chroniques et d'une auto-immunité sévère ressemblant à un dérèglement immunitaire, une polyendocrinopathie, une entéropathie, un syndrome lié à l'X (IPEX), causés par des mutations du gène FOXP3.

### CD25 comme biomarqueur
Les niveaux de la forme soluble de CD25, appelée sIL-2Rα, ont été liés à la pathogenèse des maladies auto-immunes et du cancer. Étant donné que le sCD25 est produit lors de l'activation immunitaire, il est utilisé comme l'un des biomarqueurs pour suivre la progression de la maladie et pour indiquer les résultats des troubles cliniques. En particulier, c'est une caractéristique du système immunitaire hyper-activé et de la tempête de cytokines, ce qui peut entraîner une défaillance de plusieurs organes. Dans le cancer, des niveaux accrus de cette protéine soluble sont des marqueurs diagnostiques de la leucémie et du lymphome. De plus, les niveaux de sIL-2Rα ont également une certaine importance dans les maladies infectieuses et la transplantation. Des taux sériques plus élevés étaient corrélés à la gravité et au besoin d'hospitalisation des patients COVID-19. La quantité de sIL-2Rα dans le plasma des patients séropositifs pour le VIH (virus de l'immunodéficience humaine) a une corrélation avec la charge virale du VIH et donc avec la progression de la maladie. De même, dans la maladie de Chagas, causée par le protozoaire Trypanosoma cruzi, les patients ont des niveaux accrus de sIL-2Rα et d'auto-anticorps. En ce qui concerne la transplantation, des niveaux plus élevés de sCD25 peuvent être utilisés comme prédicteur du rejet d'organe et de la maladie du greffon contre l'hôte (GVHD) pour les transplantations hématopoïétiques. Concernant les MCV (maladies cardiovasculaires), l'IL-2Rα soluble a une corrélation positive avec l'hypertension, le diabète sucré de type 2, la sarcoïdose cardiaque, les accidents vasculaires cérébraux et l'insuffisance cardiaque. Pour les troubles neurologiques, des niveaux élevés de sIL-2Rα sont un signe de risque accru de développer une schizophrénie.

### CD25 comme cible thérapeutique
Étant donné que les Tregs expriment la sous-unité IL-2Rα de manière constitutive à la surface, certaines approches immunothérapeutiques tentent d'utiliser cette information pour la sélectivité. L'anticorps NARA1 est utilisé dans les approches antitumorales pour compléter préférentiellement l'interleukine-2 aux lymphocytes T CD8+ conventionnels. NARA1 se lie à la cytokine du côté de la liaison IL-2Rα, empêchant la liaison au CD25. Ce complexe devrait donc interagir avec les lymphocytes T conventionnels sur les cellules régulatrices T et ainsi augmenter l'activité cytotoxique sans augmenter l'activité suppressive dans l'environnement tumoral. Les anticorps dirigés directement contre le CD25 ont été modifiés pour contenir des régions Fc "activatrices" dans le but d'une cytotoxicité à médiation cellulaire dépendante des anticorps, dans ce cas une déplétion en Treg. L'anticorps marque une cellule avec la sous-unité IL-2Rα à la surface, qui est ensuite reconnue et éliminée par la cellule myéloïde avec le récepteur Fc. De plus, pour le traitement de la sclérose en plaques, un médicament appelé daclizumab se lie à l'IL2RA et bloque ainsi les récepteurs de haute affinité de l'IL-2 sur les cellules T récemment activées pour l'interaction avec l'IL-2 ainsi que la présentation croisée de l'IL-2 par les cellules dendritiques,.
D'un autre côté, les stratégies de traitement des maladies auto-immunes et inflammatoires nécessitent une sélectivité pour les Treg et une suppression du système immunitaire. L'expression de la sous-unité IL-2Rα sur les Treg assure une meilleure sensibilité à l'IL-2. Par conséquent, l'administration de faibles doses de la cytokine stimule préférentiellement les cellules régulatrices T par rapport aux autres. La thérapie à faible dose d'IL-2 est utilisée pour la réaction du greffon contre l'hôte, le diabète sucré de type 1, la vascularite induite par le virus de l'hépatite C et le lupus systémique,.